# Альмеж (река)
Альмеж — река в России, протекает в Опаринском и Подосиновском районах Кировской области. Устье реки находится в 110 км по левому берегу реки Пушма. Длина реки составляет 14 км.
Исток реки находится на возвышенности Северные Увалы в 4 км к востоку от посёлка Альмеж. Верхнее течение проходит по Опаринскому району, среднее и нижнее — по Подосиновскому. В верхнем течении течёт на север, затем поворачивает на северо-запад. Всё течение проходит по холмистому, ненаселённому лесу. Притоки Еловец и Западный Альмеж (оба — левые). Впадает в Пушму в 3 км к юго-востоку от посёлка Пушма.

## Данные водного реестра
По данным государственного водного реестра России и геоинформационной системы водохозяйственного районирования территории РФ, подготовленной Федеральным агентством водных ресурсов:
- Бассейновый округ — Двинско-Печорский
- Речной бассейн — Северная Двина
- Речной подбассейн — Малая Северная Двина
- Водохозяйственный участок — Юг
- Код водного объекта — 03020100212103000011320